# Uri Rotstock
Der Uri Rotstock ist ein Berg in den Urner Alpen mit einer Höhe von 2929 m ü. M. auf dem Gebiet der Gemeinde Isenthal im Schweizer Kanton Uri.
Der Berg liegt zwischen dem Engelbergertal und dem Vierwaldstättersee. Im Süden liegen, getrennt durch den Blüemlisalpfirn, von West nach Ost folgende Gipfel: Engelberger Rotstock (2818,5 m ü. M.), Wissigstock (2887 m ü. M.), Blackenstock (2930 m ü. M.), Brunnistock (2952 m ü. M.). Seine westliche Flanke fällt zum Isentalerbach ins Grosstal, die östliche ins Chlital zum Chlitalerbach ab; hier befindet sich auch der Chlitaler Firn. Auf seinem nördlichen Ausläufer, der als Chulm (1971 m ü. M.) südlich von Isenthal endet, befindet sich noch der Schlieren (2830 m ü. M.).
| \| \| |
|       |

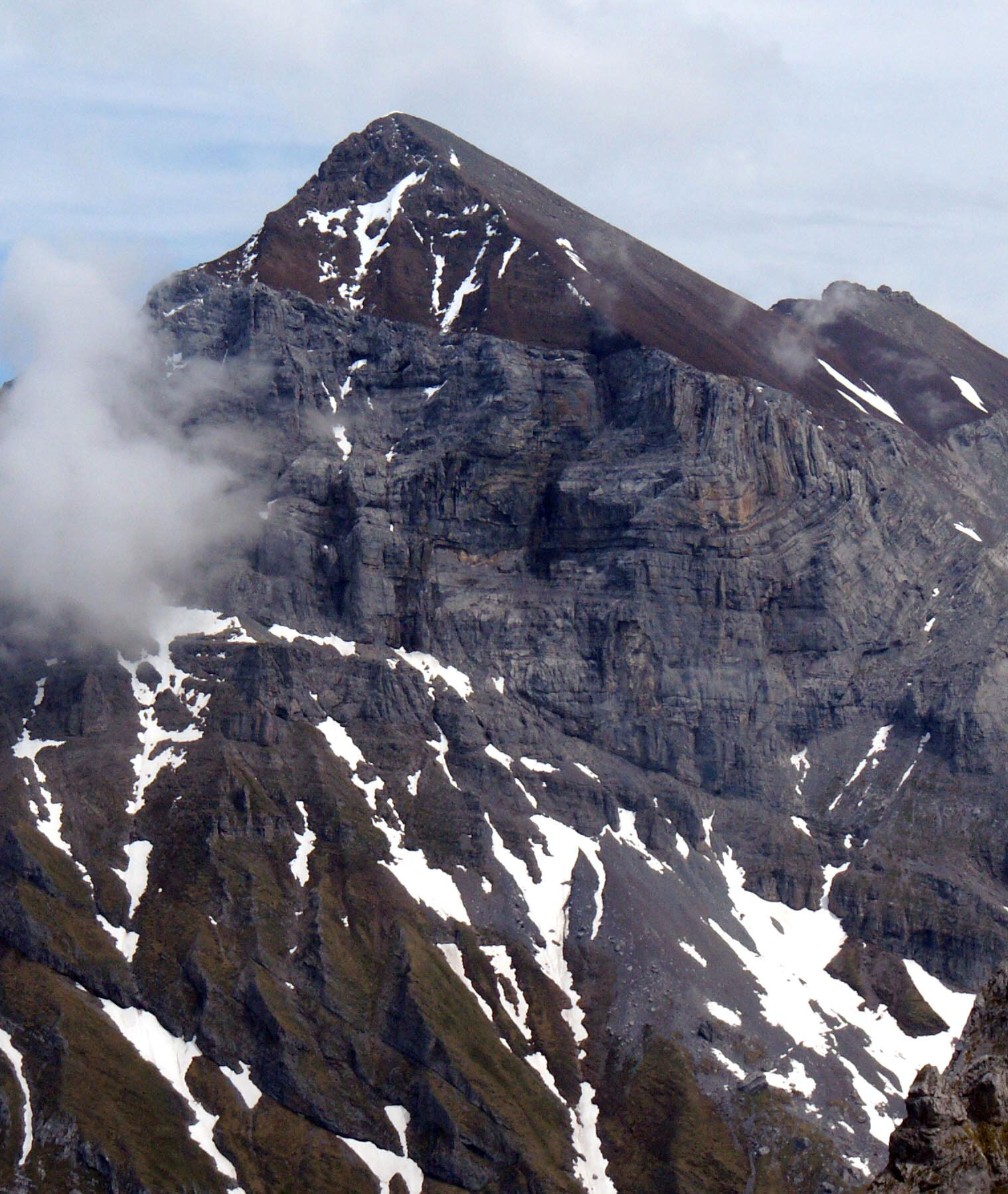
Blick von der Bannalper Schonegg
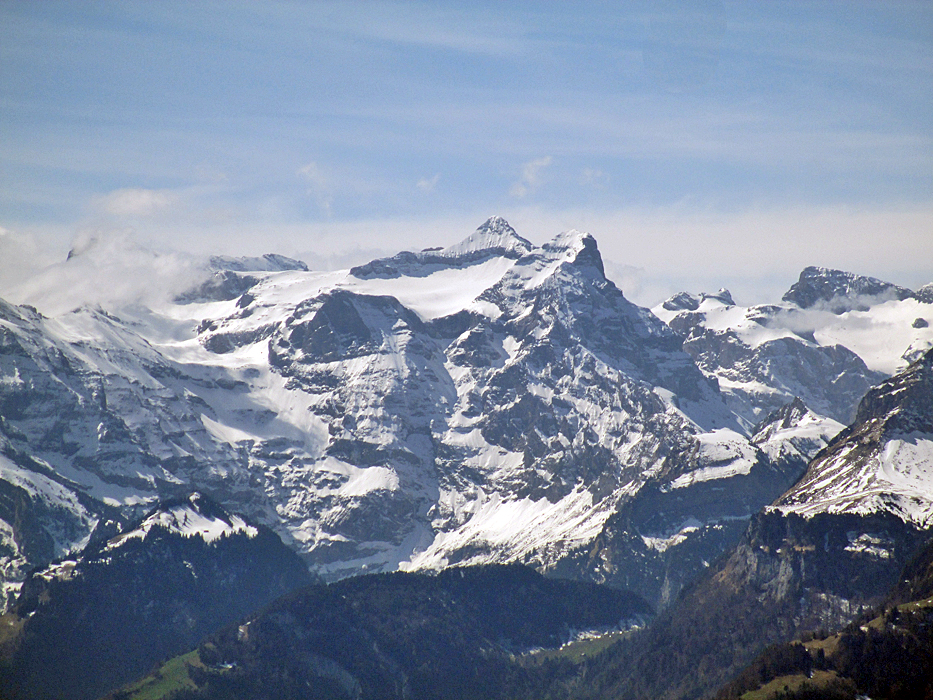
Ansicht von Nord

Lage des Uri Rotstocks in den Urner Alpen (links)
und in den Alpen (rechts).
Es bestehen alpine Wanderrouten und Klettermöglichkeiten; die unbewartete Gitschenhörelihütte befindet sich südwestlich 600 Höhenmeter tiefer.

## Nachweis
1. 1 2  Uri Rotstock bei «ortsnamen.ch».